# 教育路 (香港)
教育路（英語：Kau Yuk Road）是香港新界西元朗市中心的一條主要街道，1960年代中全線通車，呈東西走向，全長約700米，整條街道橫貫元朗市心臟地帶。

## 路線
教育路被山貝河（區內人多俗稱為大坑渠）分成東西兩部份，西端與元朗體育路相接，東端與大棠路交匯，道路中段與多條道路相接，分別為安康路、豐年路、馬田路、元朗康樂路和西裕街等。
元朗市中心另外兩條主要街道分別為青山公路－元朗段（慣稱元朗大馬路）及元朗安寧路，兩條均與教育路平行。

## 商店
千色廣場坐落教育路東端多年，現已成為區內地標之一。東部街內擁有多所著名食肆（如B仔涼粉）、名商店及娛樂場所。緊接教育路東端的牡丹街、元朗新街等更是區內繁華市集。教育路上部分商店都是24小時營業，故教育路被區內人稱為「不夜街」和新界西銅鑼灣，也成為年青人的消費集中地，每日可謂車水馬龍，與此同時也令街內治安變得較為複雜。
相對於東面部分，教育路西面部分人流較稀少，原因是西面較少零售店舗而多裝修材料店等與工業相關的店舗。

## 著名商店及地標建築

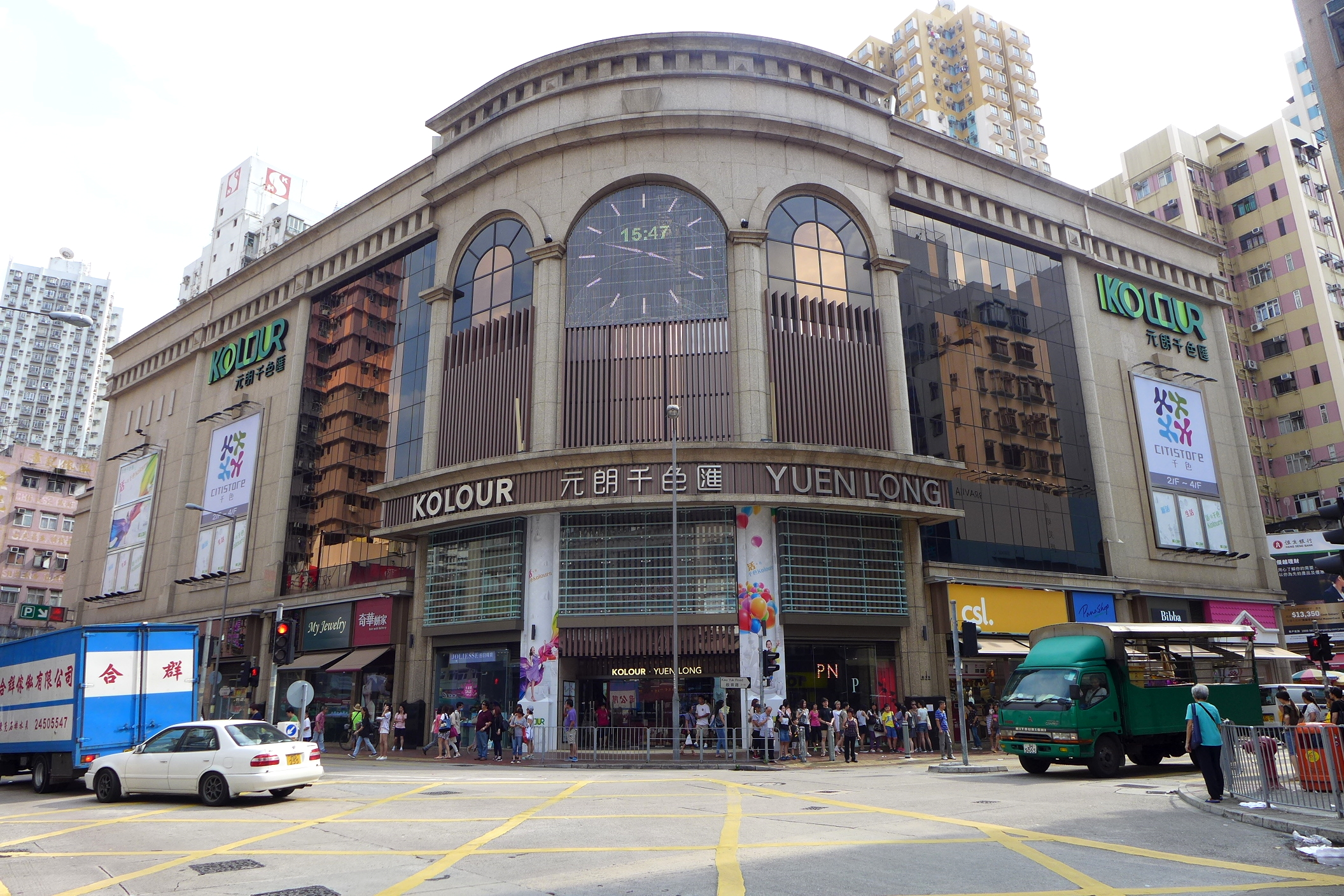
元朗千色匯

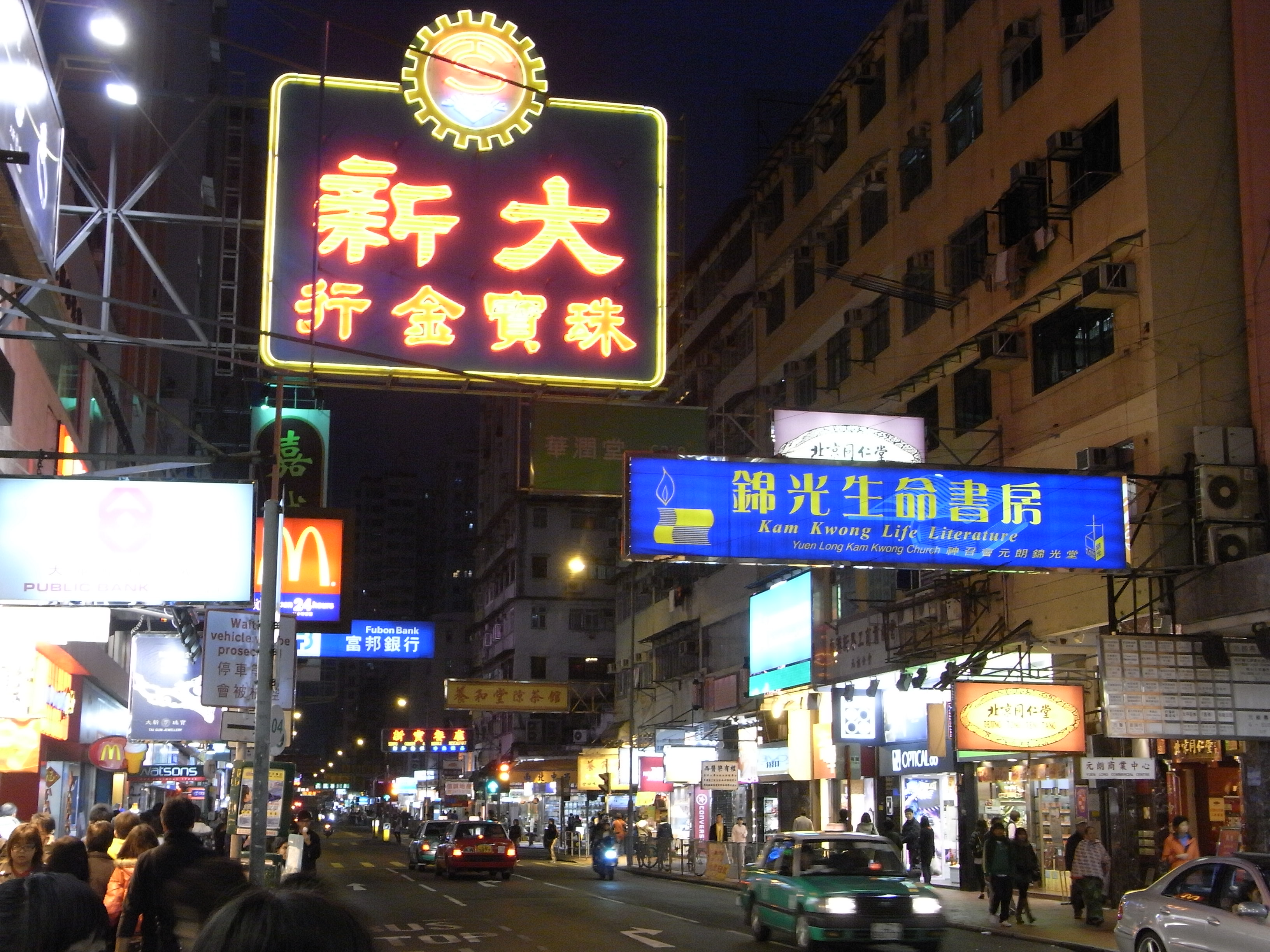
元朗教育路夜景

- 百老匯攝影器材
- 豐澤電器
- 麥當勞（24小時營業）
- 7-11便利店（24小時營業）
- 屈臣氏
- 萬寧
- 莎莎
- 惠康超級市場（24小時營業）
- B仔涼粉（佳記甜品）
- 海皇粥店（已搬遷）
- 嘉城廣場
- 元朗千色匯
- 新界鄉議局元朗區中學

## 節日巡遊
每年的天后誕（農曆三月廿三）元朗會舉行天后寶誕會景巡遊，有舞龍舞獅，教育路是重要路線之一。

## 交通
- 港鐵巴士K66線：路線貫通整條教育路

## 外部參考
- 中原地圖：元朗教育路
- 元朗教育路2009年首宗謀殺案